# Opinbert hlutafélag
Opinbert hlutafélag ("offentligt aktiebolag", förkortas ohf.) är en aktiebolagsform som instiftades på Island 2006. Offentliga aktiebolag är helt i offentlig ägo; antingen kommunens, statens eller bägges. Offentliga aktiebolag skiljer sig från vanliga aktiebolag på följande punkter:
- Det räcker med en aktieägare, medan vanliga aktiebolag måste ha minst två.
- Bolaget är skyldigt att ha så jämn könsfördelning som möjligt i styrelsen.
- Styrelseledamöter och verkställande direktörer är skyldiga att ge styrelsen redogörelser för sina bolagstillgångar om det har någon betydelse för deras tjänst.
- Media får vara närvarande på årsmötet.
- Ägarnas valda representanter får delta i årsmötet och lägga fram skriftliga förslag. Detta gäller alltingsledamöter om staten är delägare och kommunfullmäktigeledamöter om kommunerna är delägare.
- Offentliga aktiebolag är skyldiga att offentliggöra sina beslut, räkenskaper och styrelsens arbetsregler på nätet.

Syftet med införandet av aktiebolagsformen var enligt lagförslaget att förbättra allmänhetens och andras tillgång till information om offentligt ägda aktiebolag. Erfarenheten efter bolagsformens införade har dock varit att det mest har varit redan statliga institutioner som har omvandlats till offentliga aktiebolag. Dessa omvandlingar innebär bland annat att lagen om upplysningsskyldighet och lagen om offentligt anställdas rättigheter har slutat gälla för vederbörande institutioner. Det har orsakat stridigheter, till exempel när Ríkisútvarpið, Islands statliga tv- och radiobolag, gjordes om till offentligt aktiebolag. Dessa omvandlingars försvarare säger att de ökar rörligheten i driften hos de aktuella institutionerna och motståndarna hävdar att de har låtit de anställdas rättigheter bli lidande och minskat transparensen.  